# Мунтян Володимир Мірчавич
Володимир Мунтян (ім'я при народженні — Мунтяну Володимир Мірчавич; 31 січня 1972, Дніпропетровськ) — продюсер, актор, бізнесмен, самопроголошений «апостол», засновник однієї з найбільших релігійних сектантських організацій України (позиціонується як харизматична) — Духовного центру «Відродження». Засновник ряду споріднених до Духовного центру «Відродження» підприємств: християнського коледжу «Гора Мойсея», телеканалу «Відродження ТБ» тощо.

## Життєпис
Народився 31 січня 1972 року в Дніпрі. Мешкав на Шляхівці, у районі вулиці Робітнича. З підліткового віку страждав наркотичною залежністю.
За часів СРСР був засуджений за крадіжку та шахрайство і відбув трирічний термін у 10-й спецколонії в Кривому Розі. Місіонери ХВЄ-п'ятдесятників відвідували колонії, де був засуджений Володимир. Після ув'язнення він став членом у Церкві ХВЄ на Байкальській вулиці у Дніпрі. За часу членства у цій церкві був нібито зцілений від печінкової хвороби та відновив шлюб, який раніше розпався через наркотичну залежність Мунтяна. Закінчив біблійний канадсько-український коледж ХВЄ при тому ж молитовному будинку, після чого пресвітер церкви Федір Явтухович Саган відправив Володимира на місію заснування церкви у селищі Перещепине.
1997 року заснував церкву харизматичного напряму у Перещепиному Дніпропетровської області. За зміну вчення у харизматичний бік та непослух місцева церква ХВЄ виключила Мунтяну зі своїх членів. Згодом він відкрив нову церкву у Новомосковську.
2002 року було відкрито церкву у Дніпрі, де Володимир Мунтян став старшим пастором. Пастор Мунтяну придбав заміські будинки у Новоолександрівці й Обухівці.
2011 року філію «церкви» було відкрито у Києві. Зараз тут розташована головна церква організації. «Відродження» налічує 320 філій організації в Україні, Росії та Білорусі.
Був звинувачений багатьма людьми в фінансових махінаціях, погрозах, побоях та зґвалтуваннях, в 2020 році зареєстровані кримінальні провадження.

## Родина
Одружений. Жінка — Вікторія Мунтян (Мунтяну Вікторія Миколаївна). Виховує сина Данила та двох доньок: Орину й Віолетту.

## Творчість

### Фільмографія
- 2014 — Чунгул

### Кліпи
- 15 жовтня 2022 року опублікований кліп “Я схожу с ума”, де пісня виконана спільно з Віктором Павліком.[9]